# Cotesia chares
Cotesia chares är en stekelart som först beskrevs av Nixon 1965.  Cotesia chares ingår i släktet Cotesia och familjen bracksteklar. Inga underarter finns listade i Catalogue of Life.